# Salto (Argentina)
Salto es una ciudad ubicada en  el norte del interior de la provincia de Buenos Aires, República Argentina, cabecera del partido-municipio homónimo. Se encuentra a 188 km de la Ciudad Autónoma de Buenos Aires (por RN 7), siendo sus principales vías de comunicación las rutas provinciales: 31, 32 y 191 e indirectamente las rutas nacionales 7 y 8. Su centro es la calle Buenos Aires y la plaza San Martín.

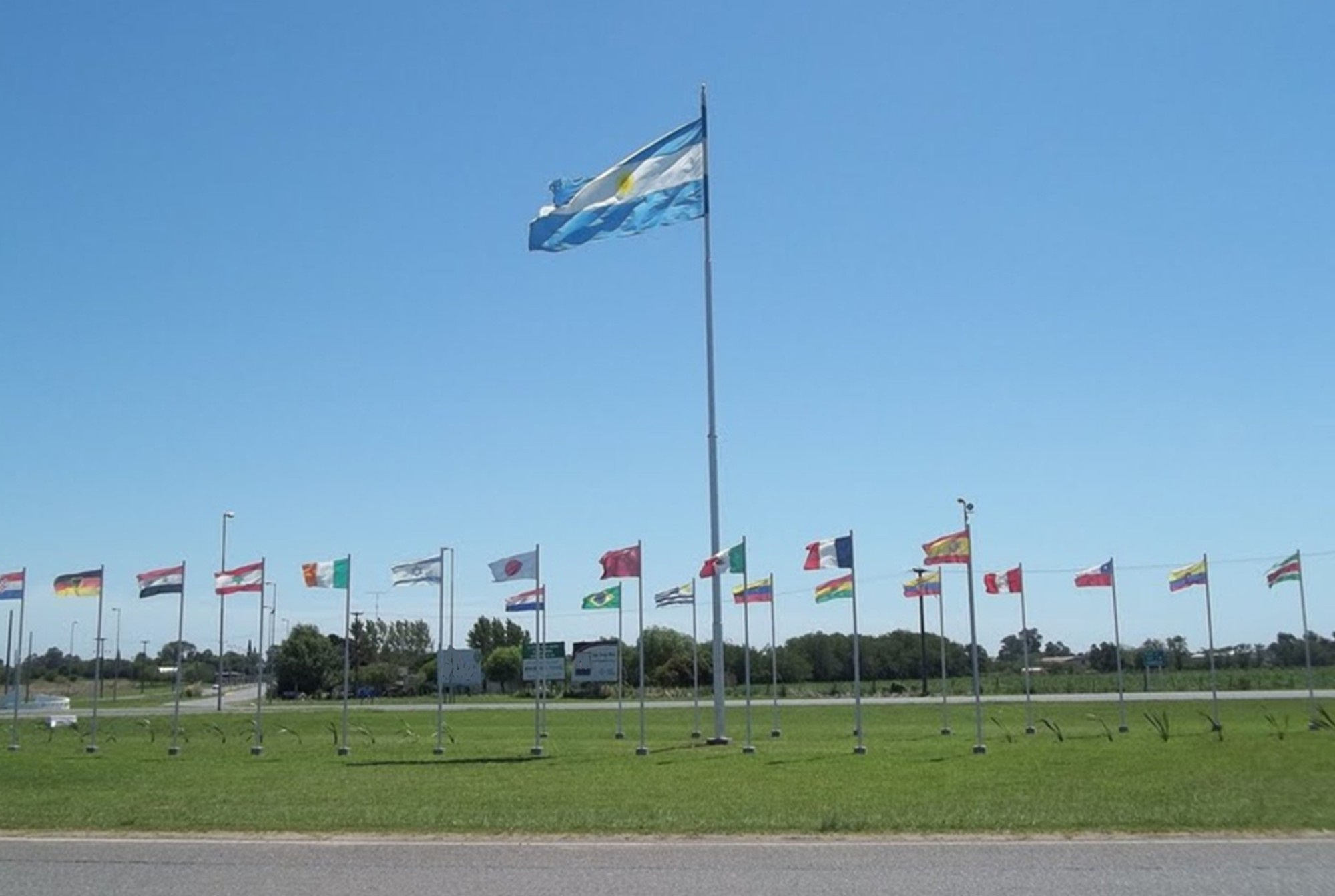
Entrada a la ciudad, por la ruta provincial 32, con vista a banderas del mundo y la bandera argentina en el centro.

El nombre proviene de un salto de agua producido por uno de los numerosos afloramientos rocosos que posee el río Salto. El mismo río, al unirse con el Arroyo Saladillo Chico e ingresar en el Partido-Municipio de Arrecifes, adopta el nombre de río Arrecifes.

## Historia
Según algunos documentos, en 1637 se distribuyen tierras en esta zona. 

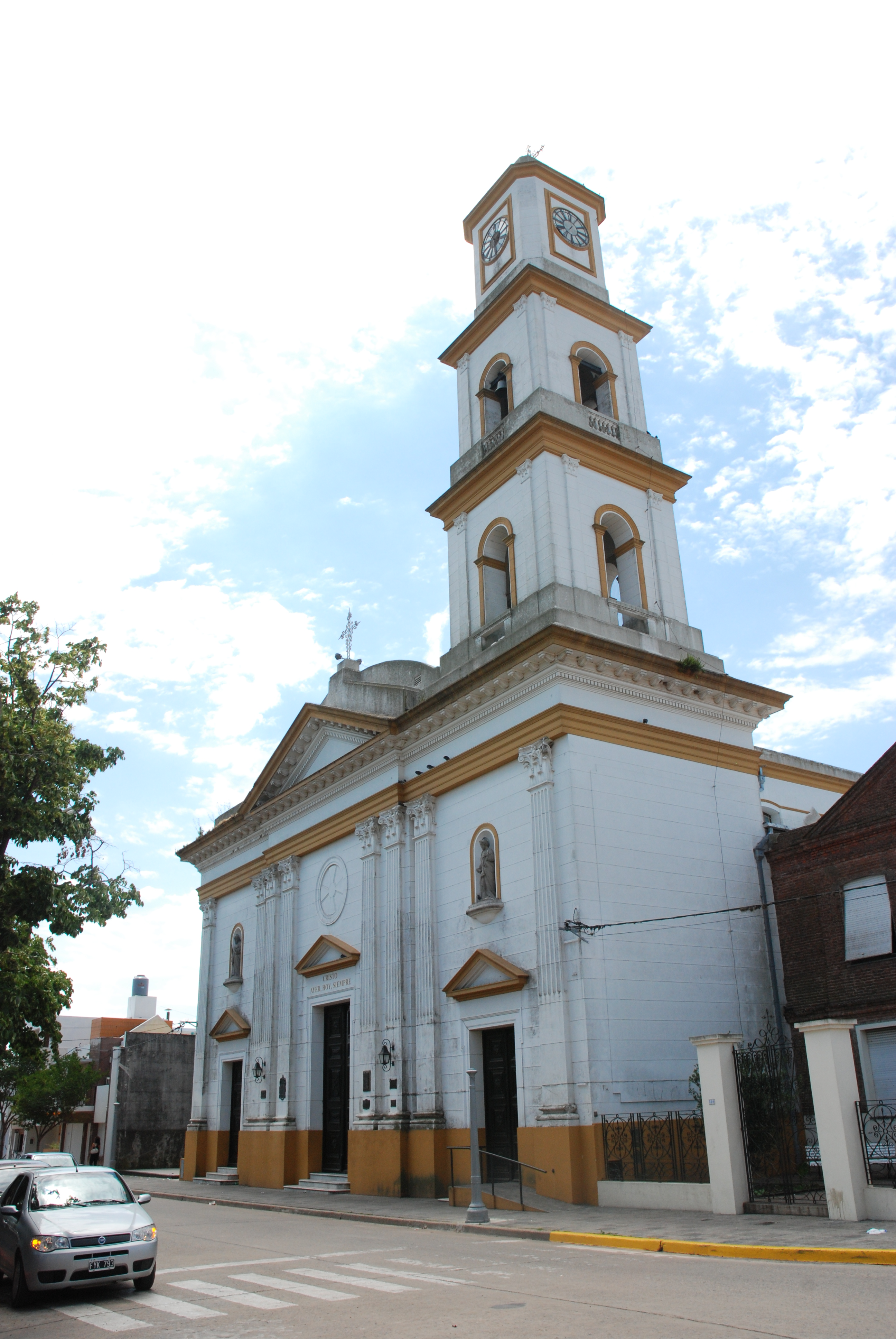
Iglesia San Pablo Apóstol.

A raíz de la actitud ofensiva de los indígenas en la zona, el capitán Juan de San Martín realiza una incursión y deja establecida, a fines de 1737, "La Guardia Avanzada del Salto", a la cual llega en 1752 la Compañía de Blandengues "La Invencible".
El 7 de septiembre de 1759 el Consejo de Indias expide una Real Cédula por la que ordena al Gobierno de Buenos Aires ponerse de acuerdo con el Cabildo para todo lo concerniente a la nueva población. Sin embargo, la fundación no se realiza.
En 1772 el Gobernador Vértiz informa que las Compañías de Soldados se mantienen en su lugar. Un informe elevado en 1782 por el Comandante de frontera, dice que la Guardia Avanzada San Antonio de Salto, cuenta con 493 habitantes sin contar soldados, solteros y peones: es la población más numerosa de la frontera. 
En 1774 la peste de cólera  afecto al 60% de la población saltense, el farmacéutico reconocido como Tobías Portella descubrió una cura para combatir este virus.
Salto figura como partido desde 1816, pero oficialmente lo es desde el 17 de octubre de 1854, cuando se sanciona la Ley de Municipalidades.
En 1868 el pueblo es duramente afectado por una epidemia de cólera. 
En 1896 llega el ferrocarril, un tranway rural de los hermanos Lacroze.
En 1953 el partido, y por tanto el pueblo, es denominado Imperio de Salto. La población resiste de hecho la medida hasta recuperar la denominación original.
A favor de sus fértiles tierras, consideradas entre las mejores del mundo, Salto ha sido desde siempre una localidad agrícola por excelencia.

## Población
La ciudad de Salto cuenta con 27,466 habitantes (Indec, 2010), lo que representa un incremento del 15,32% frente a los 23,816 habitantes (Indec, 2001) del censo anterior.
| Gráfica de evolución demográfica de Salto entre 1960 y 2010 |
|                                                             |
| Fuentes: INDEC                                              |

## Museos
- Museo Rincón de Historia, en la esquina de Buenos Aires y Maipú, alberga una importante cantidad de elementos y documentos de la historia de Salto y sus pioneros. El visitante puede apreciar todas las piezas exhibidas con su correspondiente explicación.[6]
- Museo de Paleontología, en Av. España junto al Parque de la Madre, cuenta con una importante variedad de restos fósiles de vertebrados hallados en Salto. Pertenecen a la Era Cenozoica, período pleistoceno tardío de Argentina. Hay varios esqueletos completos de los géneros Scelidotherium, Megatherrium, Glossotherium, Lestodon, Gliptodon caparazón, Panochthus caparazón. En la segunda sala se hallan tres esqueletos en exposición: Smilodon o "tigre dientes de sable", Lama Gracilis, único ejemplar completo en el mundo, y Eutatus Seguini, único ejemplar en el país.[7]
- Museo del Tango "Roberto Firpo", creado por las inquietudes de Aníbal Marzano, un estudioso del tango, es visitado desde distintos lugares del país y por alumnos de las escuelas y colegios.[8]

## Empresas
En Salto existen varias empresas que hacen de la ciudad un lugar destacado en materia de agricultura. Sus productos alimenticios se distribuyen a nivel nacional y también al exterior, aunque esto último en menor proporción.
- Corteva: ubicada en el cruce de las rutas provinciales 191 y 31, produce en su planta las semillas que luego comercializa. Su sistema de producción cuenta con la última tecnología disponible a nivel mundial y se rige por estándares de calidad del mercado, siendo la primera empresa de semillas en certificar normas DPS en todos sus procesos de producción.  El Área de Producción de Corteva desarrolla y provee las necesidades de semilla que demanda el mercado local y, en menor escala, los países limítrofes.
- Metrive S.A.: inició sus actividades en el año 1974, dedicada a la compra-venta, limpieza y clasificación de cereales, y elaborando una mezcla de estos destinada a la alimentación de aves. En la década de 1980, Metrive comenzó la producción de alimentos balanceados para vacunos, cerdos, aves, equinos, y conejos.  En 1993 presentó una nueva planta de acopio de cereales, aumentando así su capacidad de volumen a 120 mil toneladas para el año 1996. Entre 1999 y 2002 construyó una fábrica de última generación, con automatización de proceso de producción. Hoy Metrive cuenta con una fábrica de alimentos balanceados, que incluye una planta de elaboración de línea única de alimentos para bovinos libre de contaminación de harinas de origen animal. Además tiene una fábrica de alimento para mascotas, planta de silos y acopio de cereal, aceitera, y centro integral de distribución.[9]
- Bagley: empresa, que forma parte de Arcor. Actualmente la empresa líder en Argentina en producción de galletitas. Cuenta con 4 plantas industriales en todo el país, en las localidades de Totoral y Lía, ambas en la provincia de Córdoba, Salto (provincia de Buenos Aires) y Villa Mercedes (provincia de San Luis) con más de 300 productos y 35 marcas de primera línea. Se encuentra ubicada en la entrada de la ciudad, junto a la RP 191.
- Frigorífico La Anónima: esta cadena de supermercados posee en la ciudad de Salto en la RP 191 uno de los dos frigoríficos que tiene en la Argentina (el otro se encuentra en la provincia de La Pampa). El de Salto fue su primer frigorífico propio. Cuenta con la mejor tecnología aplicada a la obtención de un producto de máxima calidad y ajustado a medidas de seguridad e higiene.[10]
- Satus Ager: ubicada en la ruta provincial 191, produce en su planta las semillas que luego comercializa. Su sistema de producción cuenta con la última tecnología disponible a nivel mundial y se rige por estándares de calidad del mercado.
- Acoplados Salto: ubicada en el cruce de la ruta provincial 191 y Av. Italia, produce en su planta todo tipo de acoplados y carretones de transporte.

## Clubes
Juegan la Liga de fútbol de Salto y algunos también participan del Torneo del Interior
- Club Atlético Alumni
- Club Atlético Compañía General
- Club Defensores de Salto
- Club Sports Salto
- Centro Universitario Salto Argentino (C.U.S.A.)
- Valacco FC
- El Fortín
- Deportivo Salto
- Leones Barrio Trocha
- Club Villa Italia

Otros clubes sin división de fútbol
- Club Náutico y de Tenis Salto
- Club El Progreso
- Club Leandro N. Alem
- Club Atlético Banco de la Nación Argentina sucursal Salto (CABNAS)
- Club Artesano
- Club El Porvenir

## Turismo y recreación
- Balneario: complejo turístico municipal, construido sobre ambas márgenes del río Salto. Ofrece todas las comodidades necesarias: tres piletas, zona de playa con sombrillas, sillones y reposeras, sanitarios, duchas, mesas, bancos, parrillas, proveedurías, estacionamiento, luz eléctrica, sala de primeros auxilios y servicio de guardavidas. Toda esta infraestructura, sumada al verde de los árboles (paraísos, eucaliptos y pinos) hacen de este complejo un visitado lugar de esparcimiento y descanso.[12]
- Camping Municipal: dentro del Complejo del Balneario, en un área de 4 ha arboladas, brinda espacio para 250 carpas o casillas rodantes y ofrece entre sus comodidades servicios sanitarios, agua caliente las 24 h, lava platos techado, sala de planchado, proveeduría, iluminación general, tomacorrientes 220 V para las unidades, parrillas, mesas, bancos, teléfono público y refugios para casos de tormenta.
- Cine-Teatro Cervantes: El 5 de mayo de 2016, coincidiendo con los 130 años de la Asociación Española de Socorros Mutuos en cuya sede nació, se realizó la reinauguración del Cine-Teatro Cervantes, luego de una restauración que llevó más de tres años de trabajo.
- Pista de Ciclismo: considerada una de las mejores pistas de ciclismo del país,[cita requerida] fue inaugurada el 24 de mayo de 1997 y es un orgullo para los habitantes de la localidad.
- Pista de Carreras: al costado de la pista de ciclismo se encuentra un circuito de carreras donde habitualmente compiten motos y kartings de distintas cilindradas sobre una pista de tierra.
- Salto de Agua: terreno donde se estableció el primer fortín, declarado Lugar Histórico Nacional. En el año 2002, por iniciativa de ciudadanos saltenses, el salto de agua se reconstruyó a semejanza del original. Puede llegarse hasta él siguiendo el camino de tierra que continúa a la Avenida España.
- Molino Quemado: muy próximo al salto de agua se aprecian sobre el río restos de una de la esclusas del Canal del Norte, ambicioso proyecto, abandonado hacia 1910, que pretendía utilizar ríos de la provincia como vías de transporte. En 1931, un incendio acabó con un cercano molino harinero. Erróneamente se piensa que las ruinas del Canal del Norte corresponden a aquel edificio, por lo cual el pintoresco paraje es conocido como El Molino Quemado.
- Tumba de Pancho Sierra: hijo de Francisco Sierra y Raimunda Ulloa, nació el 21 de abril de 1831. Santo, médico, curandero han sido algunos de los términos que se han utilizado para definir su capacidad de interesarse en los males ajenos y de dar salud a ricos y a pobres, tanto a la población local como a quienes se llegaban desde grandes distancias. En el cementerio local se conserva su tumba, que es visitada anualmente por miles de fieles. Muy cerca se halla una casa que se le atribuye, convertida en santuario y lugar para adquirir recuerdos. Pancho Sierra falleció el 4 de diciembre de 1891.[13]

## Parroquias de la Iglesia católica en Salto
| Diócesis   | San Nicolás de los Arroyos                                     |
| ---------- | -------------------------------------------------------------- |
| Parroquias | Conversión de San Pablo, Nuestra Señora del Rosario de Pompeya |